# 堀新助
堀 新助（ほり しんすけ、1919年3月31日 - 2013年9月28日）は、日本の外交官。イタリア大使などを務め、また、プロ野球のパシフィック・リーグ（パシフィック野球連盟。以下、パ・リーグ）会長も務めた。長男は経営コンサルタントで（株）ドリームインキュベータ会長の堀紘一。

## 概要
大阪府で繊維業を営む堀伊助の長男として生まれ、1942年（昭和17年）、東京帝国大学経済学部を卒業して外務省入省。1950年イェール大学留学。
イギリス、ニュージーランド、フィリピン、米国での在外勤務、経済局東西通商課長、通商産業省参事官、イギリス大使館公使兼ロンドン総領事。
1970年（昭和45年）バンクーバー総領事、
文化事業部長などを務めるが、その間に岸信介内閣の総理秘書官として安倍晋太郎と机を並べる。1975年（昭和50年）駐シンガポール大使、1978年（昭和53年）駐ポーランド大使、1980年（昭和55年）北海道派遣大使、1982年（昭和57年）駐イタリア大使に就任して1985年（昭和60年）外務省を退官。
その後、顧問をした南海電気鉄道社長の川勝傳の推薦もあって1987年（昭和62年）から4年間パ・リーグ会長を務める。
1989年（平成1年）勲二等旭日重光章受章。2013年9月28日、老衰のため死去。94歳没。

## 著書
- 『不思議な国イタリア』（サイマル出版会）